# Vaikkojoki
Vaikkojoki är en älv i Norra Karelen och Norra Savolax i Finland. Älven tillhör Vuoksens vattensystem. Vaikkojoki har sin källa i sjön Vaikkojärvi i Juga och mynnar ut i Kaavinjärvi i Kaavi. Älven är cirka 50 km lång. Det finns 27 forsar mellan Vaikkojärvi och Kaavinjärvi. Vaikkojoki har en fallhöjd på ungefär 60 meter.    

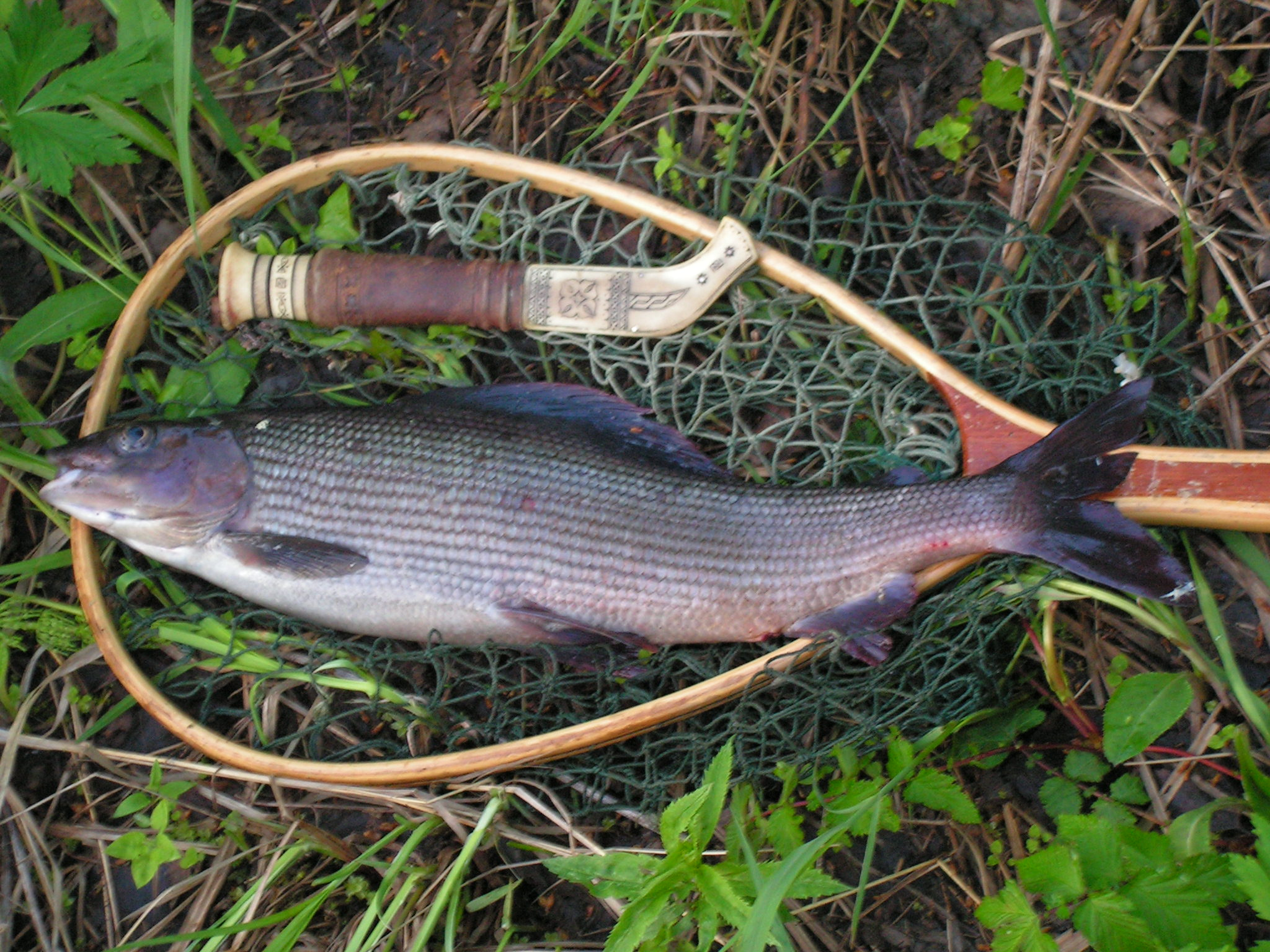
Harr (Thymallus thymallus) är en art i familjen laxfiskar.

Vaikkojoki älv är rik på fiskar och de vanligaste fångstfiskarna är öring (Salmo trutta), harr (Thymallus thymallus), id (Leuciscus idus), regnbågsöring (Oncorhynchus mykiss) och gädda (Esox lucius).
Det finns Natura 2000-områden vid Vaikkojoki älven (258 ha).
Vaikkojoki är en gammal flottled.

## Kanotpaddling
Kanotleden på Vaikkojoki av Vaikkojärvi upp till Kaavi byn är cirka 95 km lång. Detta är en vildmarkstur, som passerar genom ensliga, djupa skogar. Det finns fritidshus på stranden endast i den nedre delen av kanotleden. Vaikkojoki är en varierad vildmarksflod. Rutten går till största delen på floden, med avbrott då och då för paddling över sjöar. På stränderna finns det goda möjligheter att rasta och slå läger.
Det finns 27 forsar på Vaikkojoki-rutten (nya svårighetsgrader):
|                               | Fors                | Längd (m) | Fallhöjd (m) | Svårighetsgrad) |
| Vaikkojärvi sjö               |                     |           |              |                 |
| Vaikkolampi damm              |                     |           |              |                 |
|                               | Puksaminsahi        |           |              |                 |
|                               | Riitasuonsahi       |           |              |                 |
|                               | Koivuniemensahi     |           |              |                 |
|                               | Ahmonkoski          |           |              |                 |
|                               | Koivukoski          |           |              |                 |
| Mäntylampi damm               |                     |           |              |                 |
| Metsä-Vaikko sjö              |                     |           |              |                 |
|                               | Vaikon tammi        | 100       |              |                 |
|                               | Jokilammenkoski     | 100       | 1,0          | I               |
|                               | Hirvolankosket      | 1000      | 9,0          | I               |
| Lietukka eller Lietejärvi sjö |                     |           |              |                 |
|                               | Murtosaarenkoski    | 150       | 1,5          | I               |
|                               | Kalliokoski         | 450       | 4,0          | I               |
|                               | Kantosaarenkoski    | 600       | 6,0          | I               |
|                               | Hirvisaarenkoski    | 350       | 2,5          | I               |
|                               | Myllykoski          | 400       | 5,0          | II              |
|                               | Ylä-Jokipolvenkoski | 100       | 1,0          | I               |
|                               | Ala-Jokipolvenkoski | 400       | 2,0          | I               |
| Suuri Kotalampi damm          |                     |           |              |                 |
|                               | Iso Kotakoski       | 400       | 2,0          | I               |
|                               | Pieni Kotakoski     | 50        | 0,5          | viv             |
| Makkarasärkät                 |                     |           |              |                 |
|                               | Markkakoski         | 400       | 1,0          | I               |
|                               | Pielisenpitkä       | 600       | 4,5          | I+              |
|                               | Suarvanniva         | 160       | 0,5          | viv             |
|                               | Kusiaiskoski        | 350       | 2,5          | I               |
|                               | Rakkinekoski        | 150       | 2,0          | I+              |
|                               | Ylä-Kalliokoski     | 250       | 2,0          | I+              |
|                               | Ala-Kalliokoski     | 150       | 1,0          | viv             |
|                               | Multivääränkoski    | 850       | 4,5          | I+              |
|                               | Piilukoski          | 150       | 1,0          | I               |
|                               | Polvikoski          | 150       | 1,0          | I-              |
| Välijärvi sjö                 |                     |           |              |                 |
|                               | Ruukinkoski         | 100       | 1,0          | I-              |
| Kärenjärvi sjö                |                     |           |              |                 |
|                               | Kärenkoski          | 100       | 0,5          | viv             |
| Vihtajärvi sjö                |                     |           |              |                 |
|                               | Vihtakoski          |           |              |                 |
| Pieni-Kortteinen sjö          |                     |           |              |                 |
|                               | Kylänkosket         |           |              |                 |
| Suuri Kortteinen sjö          |                     |           |              |                 |
|                               | Sivinvirta          |           |              |                 |
| Saarijärvi sjö                |                     |           |              |                 |
|                               | Saarivirta          |           |              |                 |
| Retunen sjö                   |                     |           |              |                 |
|                               | Melttusvirta        |           |              |                 |
| Kaavinjärvi sjö               |                     |           |              |                 |

### Svårighetsgrader
Definition av olika svårighetsgrader för forsar efter det tyska kanotförbundet och ICF:  
- I inte svårt
- II medelsvår
- III svårt
- IV mycket svårt
- V extremt svårt
- VI begränsa överlåtbarheten[5]